# Tenrec musaranya petit
El tenrec musaranya petit (Microgale pusilla) és una espècie de tenrec musaranya endèmica de Madagascar. Els seus hàbitats naturals són els boscos humits de terres baixes tropicals o subtropicals, els montans humits tropicals o subtropicals, els aiguamolls, les pastures i les terres irrigades. Està amenaçat per la pèrdua d'hàbitat.